# SICK'S ～內閣情報調查室特務專項專從係事件簿～
《SICK'S ～內閣情報調查室特務專項專從係事件簿～》是由TBS電視台製作、網路電視網站Paravi播出的日本电视剧系列，为SPEC系列的续作，也被称作“SPEC Saga”的完结篇。全系列包含3部作品，分別以日本雅樂的演出順序概念「序破急」來命名。首部曲「恕乃抄」做為Paravi原創作品第一彈，於2018年4月1日至8月11日分次上架。二部曲「霸乃抄」於2019年3月23日（22日深夜）至5月18日（17日深夜）分次上架。三部曲「廄乃抄」預計於2019年秋季推出。

## 登场人物
本剧登场人物如下。

### 内阁情报调查室特务专项专从系

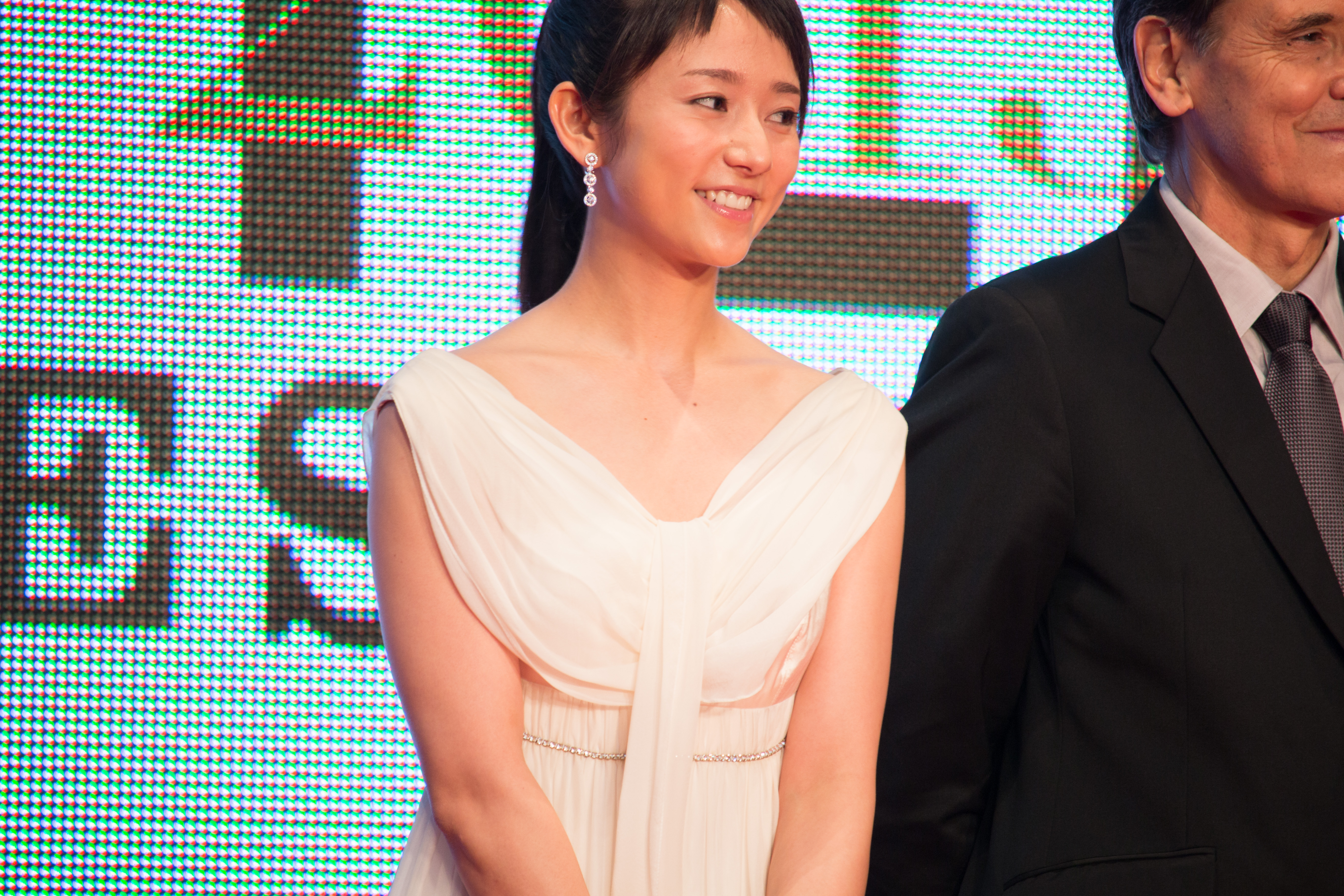
演员木村文乃

- 御厨静琉（みくりや しずる） - 演员：木村文乃
- 高座宏世（たかくら ひろよ） - 演员：松田翔太
- 野野村光次郎（ののむら こうじろう） - 演员：竜雷太

內閣情報調查室特務專項專從係的系长，野野村光太郎的弟弟。
- 小雅（みやび） - 演员：小林万里子

### 警视厅
- 板谷 啓（いたたに ひらく） - 演员：真岛秀和
- 近藤 昭男（こんどう あきお） - 演员：德井优

### SPEC持有者
- 一一十（にのまえ いと） - 演员：黑岛结菜

能力：停止时间、“反转”命运
- 不良少年 - 演员：池田大

能力：樱岛熔岩之术（从嘴中吐出大量凝固性液体）
- 玉森敏子（たまもり としこ） - 演员：若村麻由美

能力：转移他人的寿命
- 比基尼呜呜祖拉乐团 - 演员：西川美咲、矢萩春菜、小瀬田麻由、水原ゆき、石原千尋、松岡里英、小田切瑠衣

能力：通过吹奏乐器来移动人物
- 中道甲子雄（なかみち かしお，艺名Sasami fly）

搞笑艺人。能力：易容。
- 结界男 - 演员：ZYUN

能力：释放结界。
- SPEC持有者A - 演员：Yutti，原名藤堂雄太

## 关联条目
- SPEC～警視廳公安部公安第五課 未詳事件特別對策係事件簿～
- SPEC系列登场人物列表（日语：SPECシリーズの登場人物）
- SPEC SAGA黎明篇「覺之戀」（日语：SPEC〜警視庁公安部公安第五課 未詳事件特別対策係事件簿〜#Webドラマ）